# Julian Gölles
Julian Peter Gölles (22 settembre 1999) è un calciatore austriaco, difensore dell'Hartberg.

## Carriera

### Club
Gölles è cresciuto nel settore giovanile del Salisburgo ed ha iniziato la sua carriera professionistica nel Liefering, con cui ha debuttato il 21 ottobre 2016 nell'incontro di 2. Liga perso 1-0 contro il Kapfenberger.
Nel 2018 è stato acquistato dal Wiener Neustadt e l'anno successivo ha firmato con il WSG Swarovski Tirol. Con quest'ultimo club ha esordito in Bundesliga il 27 luglio 2019 nell'incontro vinto 3-1 contro l'Austria Vienna.
Il 23 giugno 2021 si è trasferito a titolo definitivo al Blau-Weiß Linz.

### Nazionale
Ha giocato nelle nazionali giovanili austriache Under-16, Under-19 ed Under-21.

## Statistiche

### Presenze e reti nei club
Statistiche aggiornate al 22 dicembre 2023.
| Stagione        | Squadra                | Campionato      | Campionato | Campionato | Coppe nazionali | Coppe nazionali | Coppe nazionali | Coppe continentali | Coppe continentali | Coppe continentali | Altre coppe | Altre coppe | Altre coppe | Totale | Totale |
| Stagione        | Squadra                | Comp            | Pres       | Reti       | Comp            | Pres            | Reti            | Comp               | Pres               | Reti               | Comp        | Pres        | Reti        | Pres   | Reti   |
| --------------- | ---------------------- | --------------- | ---------- | ---------- | --------------- | --------------- | --------------- | ------------------ | ------------------ | ------------------ | ----------- | ----------- | ----------- | ------ | ------ |
| 2016-2017       | Liefering              | 1L              | 3          | 0          |                 | -               | -               |                    | -                  | -                  |             | -           | -           | 3      | 0      |
| 2017-2018       | Liefering              | 1L              | 20         | 0          |                 | -               | -               |                    | -                  | -                  |             | -           | -           | 20     | 0      |
| 2018-2019       | Wiener Neustadt        | 2L              | 19         | 2          | CA              | 2               | 0               |                    | -                  | -                  |             | -           | -           | 2      | 2      |
| 2019-2020       | WSG Swarovski Tirol    | BL              | 15         | 0          | CA              | 3               | 0               |                    | -                  | -                  |             | -           | -           | 18     | 0      |
| 2020-2021       | WSG Swarovski Tirol    | BL              | 9          | 0          | CA              | 1               | 0               |                    | -                  | -                  |             | -           | -           | 10     | 0      |
| 2020-2021       | WSG Swarovski Tirol II | RL              | 3          | 0          |                 | -               | -               |                    | -                  | -                  |             | -           | -           | 3      | 0      |
| 2021-2022       | Blau-Weiß Linz         | 2L              | 13         | 3          | CA              | 2               | 0               |                    | -                  | -                  |             | -           | -           | 15     | 3      |
| 2022-2023       | Blau-Weiß Linz         | 2L              | 21         | 0          | CA              | 2               | 0               |                    | -                  | -                  |             | -           | -           | 23     | 0      |
| 2023-2024       | Blau-Weiß Linz         | BL              | 16         | 2          | CA              | 2               | 1               |                    | -                  | -                  |             | -           | -           | 18     | 3      |
| Totale carriera | Totale carriera        | Totale carriera | 119        | 7          |                 | 12              | 1               |                    | -                  | -                  |             | -           | -           | 131    | 8      |